# Sylvester David
Sylvester Anthony John David OMI (ur. 15 sierpnia 1953 w Durbanie) – południowoafrykański duchowny rzymskokatolicki, biskup pomocniczy Kapsztadu od 2019.

## Życiorys
Święcenia kapłańskie otrzymał 8 lutego 1991 w zgromadzeniu oblatów Maryi Niepokalanej. Pracował głównie w zakonnych parafiach. Był też m.in. wychowawcą w pre-nowicjacie, przełożonym zakonnego Instytutu Teologicznego św. Józefa oraz wikariuszem generalnym archidiecezji Durban.
6 czerwca 2019 papież Franciszek mianował go biskupem pomocniczym archidiecezji Kapsztad oraz biskupem tytularnym Gunugus. Sakry udzielił mu 25 sierpnia 2019 arcybiskup Stephen Brislin.